# ポケモンワンダーランド
『ポケモンワンダーランド』は、小学館が発刊しているポケットモンスター関連の不定期雑誌である。通称ポケワン。1997年創刊。価格は『ポケモンワンダーランド』は525円、『ポケモンワンダーランド2』は546円、2004 - vol.9は550円、vol.10以降は580円である。

## 概要
ポケモンワンダーランドは、基本的にポケットモンスター関連のゲームが発売されたり、劇場版が公開される時に発売される（ただしvol10の様に、掲載作品の事情に因って必ずしも然様な状況になった時に発売されるというわけではない）。2008年11月現在、vol.10まで発売されている。

## 書籍
- 学年別学習雑誌特別増刊 小学館スペシャル ポケモンワンダーランド 1997年8月23日発売　（創刊号）
- 学年別学習雑誌特別増刊 小学館スペシャル ポケモンワンダーランド2ポケモンスタンプ超特集 1998年3月23日発売
- ポケモンワンダーランド2004 2003年12月20日発売
- ポケモンワンダーランド vol.2 2004年7月17日発売
- ポケモンワンダーランド vol.3 2004年12月17日発売
- ポケモンワンダーランド vol.4 2005年3月18日発売
- ポケモンワンダーランド vol.5 2005年7月16日発売
- ポケモンワンダーランド vol.6 2005年12月15日発売
- ポケモンワンダーランド vol.7 2006年3月23日発売
- ポケモンワンダーランド vol.8 2006年7月15日発売
- ポケモンワンダーランド vol.9 2007年7月14日発売
- ポケモンワンダーランド vol.10 2008年10月18日発売
- ポケモンワンダーランド vol.11 未定

## 掲載されている内容 、付録
ポケモンワンダーランドが発売されるころに発売されるゲームの情報や公開される映画の情報を掲載している。また、諸事情により他の小学館の雑誌で連載することができなくなった漫画を連載している。これまで『ポケットモンスター PiPiPi★アドベンチャー』の番外編や『ポケットモンスターSPECIAL』の第6章の第2部などを連載した。また、2008年10月18日発売のポケモンワンダーランド vol.10では、『ポケットモンスターSPECIAL』の第6章の第3部が連載された。

### 創刊号
1997年8月23日に発売された創刊号である学年別学習雑誌特別増刊 小学館スペシャル ポケモンワンダーランドでは『ポケットモンスター PiPiPi★アドベンチャー』の番外編を連載していた。この連載により『ポケットモンスター PiPiPi★アドベンチャー』の知名度が上昇し、小学館の漫画雑誌『ちゃお』の人気向上のきっかけになった。なお、通称、ポケモンワンダーランド、ポケモンワンダーランド（初代）である。

### ポケモンワンダーランド2
1998年3月23日に発売された学年別学習雑誌特別増刊 小学館スペシャル ポケモンワンダーランド2ポケモンスタンプ超特集ではポケモンスタンプが付録としておまけについてきた。また、『ポケットモンスター 青』の一般発売をするというお知らせや『ポケットモンスター ピカチュウ』、『ポケットピカチュウ』の情報を掲載していた。しかしながら、『ポケットモンスター 青』の一般発売は1999年10月10日まで待つことになる。なお、通称ポケモンワンダーランド2である。

### 2004
1998年3月23日に発売された『学年別学習雑誌特別増刊 小学館スペシャル ポケモンワンダーランド2ポケモンスタンプ超特集』以降5年以上の間をおいて2003年12月20日に発売された2004では、ポケモンカードゲーム「メタング」が付録としておまけについてきた。これは、ポケモンワンダーランドでは初めてのことである。（ただし、ポケモンスタンプが付録としておまけについてきたことはある。）また、『ポケットモンスター ファイアレッド・リーフグリーン』や『ポケモンコロシアム』の情報を掲載していた。

### vol.2
2004年7月17日に発売されたvol.2では、ポケモンカードゲーム「裂空のデオキシス」や「ポケモンスタンプ（デオキシスシート）」が付録としておまけについてきた。また、『劇場版ポケットモンスター アドバンスジェネレーション 裂空の訪問者 デオキシス』や『ポケットモンスター エメラルド』の情報を掲載していた。なお、ポケモンワンダーランド2と混同するのを防ぐために「vol.○」をタイトルに加えている。この表示形式は、vol.2以降のポケモンワンダーランドはすべて踏襲されている。しかし、一部メディアや雑誌等では「vol.」を省略していることがありポケモンワンダーランド2と混同する恐れがあるので注意が必要である。また、『劇場版ポケットモンスター アドバンスジェネレーション 裂空の訪問者 デオキシス』の公開同日の発売となった。

### vol.3
2004年12月17日に発売されたvol.3では、ポケモンカードゲーム「デオキシスex 」が付録としておまけについてきた。また、vol.4やvol.5ほど詳しくないが、ポケモン遊園地「ポケパーク」や『劇場版ポケットモンスター アドバンスジェネレーション ミュウと波導の勇者ルカリオ』の情報を掲載していた。
また、『ポケットモンスターSPECIAL』の第4章(ルビーサファイア編)の258話が連載された。

### vol.4
2005年3月18日に発売されたvol.4では、同日にオープンするポケモン遊園地「ポケパーク」の大特集を掲載していた。ポケモンスタンプとポケモンカードゲーム「バクフーン」が付録としておまけに付いてきた。ちなみにこのカードは、ポケボディー「やけつくオーラ」を持っている。

### vol.5
2005年7月16日に発売されたvol.5では、『劇場版ポケットモンスター アドバンスジェネレーション ミュウと波導の勇者ルカリオ』や『ポケモンXD 闇の旋風ダーク・ルギア』の情報を掲載していた。また、ポケモンカードゲーム「ロータのマネネ」が付録としておまけに付いてきた。ちなみに、このカードのワザ「バリアアタック」は、次の相手の攻撃によるダメージを「30」も少なくできる効果がある。さらに、『劇場版ポケットモンスター アドバンスジェネレーション ミュウと波導の勇者ルカリオ』の公開同日の発売となった。

### vol.6
2005年12月15日に発売されたvol.6では、『ポケモン不思議のダンジョン 青の救助隊・赤の救助隊』の情報を掲載した。また、ポケモンカードゲーム「ピカチュウ（δ-デルタ種）」のポケモンカードが付録としておまけに付いてきた。ちなみに、このピカチュウは、元々のタイプとはちがう鋼タイプを持つ、「δ-デルタ種」のポケモンで、「鋼エネルギー」をつければ防御力がアップする上、「鋼エネルギー」をつければつけるほど攻撃力が上がるワザ「ヘビーメタル」を持っている。

### vol.7
2006年3月23日に発売されたvol.7では、『ポケモンレンジャー』の情報を掲載した。また、ポケモンカードゲーム「キモリ（δ-デルタ種）」のカードが付録としておまけに付いてきた。ちなみに、このキモリは、元々のタイプとは違う超タイプを持つ、「δ-デルタ種のポケモン」である。また、『ポケモンレンジャー』との同日発売となった。

### vol.8
2006年7月15日に発売されたvol.8では、『劇場版ポケットモンスター アドバンスジェネレーション ポケモンレンジャーと蒼海の王子 マナフィ』や『ポケットモンスター ダイヤモンド・パール』の情報を掲載していた。また、ポケモンカードゲーム「アクーシャのペラップ」が付録としておまけに付いてきた。ちなみに、この「アクーシャのペラップ」は、進化ポケモンからのワザによるダメージを「-20」するポケボディー［どんかん］と、コインを投げてオモテなら相手に20ダメージを与えるワザ「かぎづめ」を持っている。さらに、『劇場版ポケットモンスター アドバンスジェネレーション ポケモンレンジャーと蒼海の王子 マナフィ』の公開同日の発売となった。

### vol.9
2007年7月14日に発売されたvol.9では、『ポケットモンスターSPECIAL』の第6章（エメラルド編）の第2部を連載したり、『劇場版ポケットモンスター ダイヤモンド&パール ディアルガVSパルキアVSダークライ』や『ポケモン不思議のダンジョン 時の探検隊・闇の探検隊』の情報を掲載していた。また、『劇場版ポケットモンスター ダイヤモンド&パール ディアルガVSパルキアVSダークライ』の公開同日の発売となった。

### vol.10
『ポケットモンスターSPECIAL』公式ページによると2008年秋にvol.10が発売されることが、2008年7月13日に幕張メッセで行われた、山本サトシのサイン会で本人により発表された。そして、『ポケットモンスターSPECIAL』の公式ホームページにも8月初頭に発表された。また、小学館によると当初の具体的な発売日は9月13日であった。これは、『ポケットモンスター プラチナ』、『ポケモンファンvol.5』（第5号ともいう）との同日発売の予定であったが、『ポケットモンスターSPECIAL』の公式ホームページには、9月初頭に10月18日に発売すると発表した。これは、原稿の遅れ等により発売を延期したという。ただし、『ポケモンファンvol.5』（第5号ともいう）は同日発売した。そして、一時2008年10月17日に発売することも検討されていたが二転三転した末、最終的に2008年10月18日に発売した。ちなみに、vol.10では、『ポケットモンスターSPECIAL』第6章（エメラルド編）第3部の連載や、『ポケットモンスターSPECIAL』29巻の情報や『ポケットモンスター プラチナ』の情報が掲載された。さらに、付録として「ポケモンカードゲームDPt オリジナルカードケース」などが付いてきた。『ポケットモンスターSPECIAL』第6章（エメラルド編）第3部は76ページにわたって連載された。ちなみに『ポケットモンスターSPECIAL』第6章（エメラルド編）は当初、次のvol.11にも連載する予定だったが諸事情により連載を打ち切り、残りの部分は雑誌に一切連載せず2008年11月27日に発売された29巻でコミック化し、完結。また、この刊から、価格が580円になる。

### vol.11
当初は2008年12月10日に発売が予定されたが、現在発売日は未定である。vol.11では、『ポケットモンスターSPECIAL』第6章（エメラルド編）の第4部の連載の予定があったが諸事情によりvol.10で連載を打ち切り、残りの部分は雑誌に一切連載せず2008年11月27日に発売された29巻でコミック化されたため、『ポケットモンスターSPECIAL』第6章（エメラルド編）の連載はない。

## ポケットモンスターSPECIALの連載
『ポケットモンスターSPECIAL』の第6章（エメラルド編）は、第1部は従来どおり小学四・五・六年生で連載されたが、第2部以降はポケモンワンダーランドに連載を移行した。2007年7月にvol.9が発売され、第2部が連載された。その後vol.10が2008年10月18日に発売されたものの、第6章（エメラルド編）の連載に大幅な遅れが出ていた。第6章（エメラルド編）の第4部は当初次のvol.11にも連載する予定だったが諸事情により連載を打ち切り、残りの部分は雑誌に一切連載せず2008年11月27日に発売された29巻でコミック化し、完結した。
その後、2009年度をもって小学5年生、6年生が休刊されたため『ポケットモンスターSPECIAL』第7章（ダイヤモンド・パール編）、第8章（プラチナ編）、第9章（ハートゴールド・ソウルシルバー編）の連載が停止状態となった際に本誌での連載が検討されたが、未連載部分は3章とも連載されず第6章同様コミックに直接書き下ろされて完結した。